# Fernmeldeturm Wilhelmshaven
Der Fernmeldeturm Wilhelmshaven ist ein 88 Meter hoher, für die Öffentlichkeit nicht zugänglicher Fernmeldeturm. Er befindet sich im Stadtzentrum von Wilhelmshaven im Stadtteil Bant. Baulich handelt es sich um einen Typenturm.
Neben dem nichtöffentlichen Richtfunk wird der Sender auch zur Ausstrahlung von UKW-Signalen für die Stadt Wilhelmshaven verwendet.

## Frequenzen und Programme

### Analoger Hörfunk (UKW)
| Frequenz (MHz) | Programm           | RDS PS   | RDS PI | Regionalisierung    | ERP (kW) | Antennendiagramm rund (ND)/gerichtet (D)  | Polarisation horizontal (H)/vertikal (V) |
| -------------- | ------------------ | -------- | ------ | ------------------- | -------- | ----------------------------------------- | ---------------------------------------- |
| 87,8           | Radio Jade         | Rad.Jade | 1084   | –                   | 1        | D (30–110°, 140–180°, 210–240°, 270–340°) | H                                        |
| 97,3           | N-Joy              | _N-JOY__ | D385   | –                   | 0,3      | D (70–30°)                                | H                                        |
| 99,1           | Radio 21           | RADIO_21 | D38A   | Nordwest            | 0,25     | D (110–150°, 290–350°)                    | H                                        |
| 107,5          | Radio Nordseewelle | NORDSEE  | 1888   | Wilhelmshaven/Jever | 0,4      | D (70–100°, 280–330°)                     | H                                        |

### Digitaler Hörfunk (DAB)
Seit 11. November 2019 wird vom Fernmeldeturm Wilhelmshaven digitaler Rundfunk nach dem DAB-Standard gesendet. DAB wird in vertikaler Polarisation und im Gleichwellenbetrieb mit anderen Sendern ausgestrahlt. 
| Block                 | Programme | ERP (in kW) | Antennendiagramm rund (ND)/ gerichtet (D) | Gleichwellennetz (SFN) |
| --------------------- | --- | ----------- | ----------------------------------------- | --- |
| 8D NDR NDS (D__00423) | DAB-Block des Norddeutschen Rundfunks: - NDR 1 NDS OL (Oldenburg) (104 kbps) - NDR 2 NDS (104 kbps) - NDR Kultur (104 kbps) - NDR Info NDS (104 kbps) - N-Joy (104 kbps) - NDR Blue (104 kbps) - NDR Schlager (104 kbps) - NDR Info Spezial (104 kbps) - NDR BWS (16 kbps) - ARD TPEG (16 kbps) | 0,5         | ND                                        | Aurich-Popens, Bremen (Walle), Bremerhaven (Schiffdorf), Cuxhaven-Altenwalde, Molbergen, Steinkimmen (Ganderkesee), Vechta-Langförden, Wilhelmshaven |

### Analoges Fernsehen (PAL)
Vor der Umstellung auf DVB-T diente der Sendestandort weiterhin für analoges Fernsehen:
| Kanal | Frequenz (MHz) | Programm       | ERP (kW) | Sendediagramm rund (ND)/ gerichtet (D) | Polarisation horizontal (H)/ vertikal (V) |
| ----- | -------------- | -------------- | -------- | -------------------------------------- | ----------------------------------------- |
| 26    | 511,25         | Sat.1          | 2,5      | D                                      | V                                         |
| 39    | 615,25         | RTL Television | 2,5      | D                                      | V                                         |